# Liste des sites Ramsar en Estonie
Cet article recense les zones humides de l'Estonie concernées par la convention de Ramsar.

## Statistiques
La convention de Ramsar est entrée en vigueur en Estonie le 29 juillet 1994.
En janvier 2020, le pays compte 17 sites Ramsar, couvrant une superficie de 3 047,78 km2 (soit 6,7% du territoire estonien).

## Liste
| #  | Site                                         | Comtés                         | Notes | Date            | Superficie (km²) | Altitude (m) | Identifiant Ramsar | Identifiant WDPA | Coordonnées                       | Photo |
| -- | -------------------------------------------- | ------------------------------ | ----- | --------------- | ---------------- | ------------ | ------------------ | ---------------- | --------------------------------- | ----- |
| 1  | Parc national de Matsalu                     | Lääne                          |       | 29 mars 1994    | 486,10           | 0 - 33       | 104                | 68324            | 58° 45′ 00″ nord, 23° 40′ 01″ est |       |
| 2  | Alam-Pedja                                   | Jõgeva, Tartu, Viljandi        |       | 5 juin 1997     | 342,20           | 32 - 47      | 905                | 134943           | 58° 28′ 01″ nord, 26° 13′ 01″ est |       |
| 3  | Emajõe Suursoo Mire et île de Piirissaar     | Tartu                          |       | 5 juin 1997     | 326,00           | 30 - 36      | 906                | 134944           | 58° 22′ 59″ nord, 27° 18′ 00″ est |       |
| 4  | Endla                                        | Järva, Jõgeva, Viru occidental |       | 5 juin 1997     | 101,10           | 73 - 88      | 907                | 134945           | 58° 52′ 01″ nord, 26° 09′ 00″ est |       |
| 5  | Îlots d'Hiiumaa et baie de Käina             | Hiiu                           |       | 5 juin 1997     | 177,00           | 0 - 10       | 908                | 134946           | 58° 48′ 00″ nord, 22° 58′ 01″ est |       |
| 6  | Muraka                                       | Viru oriental                  |       | 5 juin 1997     | 139,80           | 51 - 57      | 909                | 134947           | 59° 07′ 59″ nord, 27° 06′ 00″ est |       |
| 7  | Réserve naturelle de Nigula                  | Pärnu                          |       | 5 juin 1997     | 63,98            | 55 - 60      | 910                | 134948           | 58° 00′ 00″ nord, 24° 40′ 01″ est |       |
| 8  | Complexe de zone humide Puhtu-Laelatu-Nehatu | Lääne                          |       | 5 juin 1997     | 46,40            | 0 - 12       | 911                | 134949           | 58° 34′ 01″ nord, 23° 33′ 00″ est |       |
| 9  | Soomaa                                       | Pärnu, Viljandi                |       | 5 juin 1997     | 396,39           | 15 - 30      | 912                | 134950           | 58° 25′ 01″ nord, 25° 04′ 59″ est |       |
| 10 | Parc national de Vilsandi                    | Saare                          |       | 5 juin 1997     | 241,00           | 0 - 17       | 913                | 134951           | 58° 22′ 59″ nord, 21° 54′ 00″ est |       |
| 11 | Réserve naturelle de Laidevahe (en)          | Saare                          |       | 24 mars 2003    | 24,24            | 0 - 10       | 1271               | 900906           | 58° 18′ 00″ nord, 22° 49′ 01″ est |       |
| 12 | Réserve naturelle de Sookuninga (en)         | Pärnu                          |       | 25 janvier 2006 | 58,69            | 40 - 60      | 1748               | 903095           | 58° 00′ nord, 24° 45′ est         |       |
| 13 | Luitemaa                                     | Pärnu                          |       | 27 janvier 2010 | 112,40           | 0 - 34       | 1962               | 555543059        | 58° 10′ 01″ nord, 24° 34′ 59″ est |       |
| 14 | Lihula                                       | Lääne, Pärnu                   |       | 27 janvier 2010 | 66,20            | 12 - 16      | 1997               | 555543062        | 58° 39′ 00″ nord, 23° 55′ 59″ est |       |
| 15 | Leidissoo                                    | Lääne                          |       | 27 janvier 2010 | 81,78            | 13 - 22      | 1998               | 555543063        | 59° 06′ 00″ nord, 23° 43′ 59″ est |       |
| 16 | Agusalu                                      | Viru oriental                  |       | 27 janvier 2010 | 110,00           | 25 - 60      | 1999               | 555543064        | 59° 04′ 59″ nord, 27° 31′ 59″ est |       |
| 17 | Haapsalu-Noarootsi                           | Lääne                          |       | 8 février 2011  | 274,50           | 0 - 10       | 2022               | 555543098        | 59° 08′ 02″ nord, 23° 27′ 29″ est |       |